# Чёрная Лужа (Гродненская область)
Чёрная Лу́жа (бел. Чо́рная Лу́жа, пол. Czarna Łuża) — хутор в Сморгонском районе Гродненской области Белоруссии.
Входит в состав Жодишковского сельсовета.
Расположен в северной части района. Расстояние до районного центра Сморгонь по автодороге — около 28 км, до центра сельсовета агрогородка Жодишки по прямой — чуть более 9 км. Ближайшие населённые пункты — Будилки, Людимы, Сыроватки. Площадь занимаемой территории составляет 0,0210 км², протяжённость границ 610 м.
Согласно переписи население хутора в 1999 году насчитывало 3 жителя.
Название означает, что поселение появилось у водоёма с мутной, грязной водой.
Хутор расположен на территории охотничьего заказника «Жодишковский».